# Reprezentacja Chińskiego Tajpej w hokeju na lodzie mężczyzn
Reprezentacja Chińskiego Tajpej w hokeju na lodzie mężczyzn – drużyna reprezentująca Tajwan (Chińskie Tajpej) w międzynarodowych rozgrywkach w hokeju na lodzie.